# الاتحاد للقطارات
تأسست شركة الاتحاد للقطارات في عام 2009 عملاً بالمرسوم الاتحادي رقم 2 بهدف إدارة، وتطوير، وتشغيل شبكة السكك الحديدية الوطنية لدولة الإمارات العربية المتحدة لنقل البضائع والركاب. ستربط الشبكة المراكز الرئيسية للصناعة والإنتاج والمراكز السكانية بنقاط الاستيراد والتصدير في الدولة، وصولاً إلى الربط المتكامل للمدن والصناعات بشكل آمن ومستدام.
وتعمل شركة الاتحاد للقطارات وفقاً لرؤية أبوظبي الاقتصادية 2030 ورؤية الإمارات 2021، لتسهم بدورها في تنويع اقتصاد الدولة من خلال مبادرات إستراتيجية تهدف إلى دفع عجلة النمو الاجتماعي والاقتصادي في دولة الإمارات العربية المتحدة.
بدأت العمليات التشغيلية للمرحلة الأولى في عام 2016 بين شاه وحبشان والرويس، وتتولى تشغيلها وصيانتها شركة الاتحاد للقطارات دي بي، التي تم تأسيسها عام 2013 بالشراكة مع شركة "دويتشه بان[بحاجة لمصدر]"، أكبر مشغل للسكك الحديدية في أوروبا.
وقد بدأت الأعمال الإنشائية لبناء المرحلة الثانية منذ يناير 2020، والتي تمتد من الغويفات إلى الفجيرة.  

## المشروع
سيتم إنشاء شبكة السكك الحديدية والتي ستمتد على مسافة 1,200 كيلومتر على ثلاث مراحل بهدف ربط أهم المراكز السكنية والصناعية في الدولة، والتي ستشكل جزءاً مهماً من شبكة السكك الحديدية التي يتم إنشاؤها في دول مجلس التعاون الخليجي، والتي ستربط دولة الإمارات العربية المتحدة مع كلا من المملكة العربية السعودية، وسلطنة عمان، وقطر، والبحرين، والكويت.
وستكتمل شبكة الاتحاد للقطارات بعد الانتهاء من المراحل الثلاث للمشروع حيث ستقوم قطارات الشحن بالتنقل على سرعة 120 كم/ ساعة لشحن البضائع بينما تسير قطارات الركاب على خط السكة الحديدية على سرعة 200 كم/ ساعة.
وتعد شبكة السكة الحديدية ثنائية المسار، حيث تم تصميمها للتنقلات المتعددة الاستخدامات، وتم تجهيزها بنظام إرسال أوروبي (ETCS Level 2) المجهز للتعامل مع الحاويات المزدوجة.

## المراحل والجدول الزمني
سيتم تطوير وتنفيذ مشروع الاتحاد للقطارات على ثلاث مراحل رئيسية:

### المرحلة الأولى
تتمثل المرحلة الأولى في إنشاء شبكة سكك حديدية تمتد على طول 264 كيلومتراً لنقل حبيبات الكبريت من مصادره في شاه وحبشان إلى مكان تصديره في الرويس.
بدأت مرحلة التشغيل التجاري في ديسمبر 2015 وذلك بعد الحصول على الموافقة من قبل الهيئة الاتحادية للمواصلات البرية والبحرية. وحتى ديسمبر 2017، تم نقل أكثر من 15 مليون طن من الكبريت لصالح شركة بترول أبوظبي الوطنية (أدنوك)، أي ما يعادل 954,303 عملية نقل باستخدام الشاحنات.
كمية الكبريت التي يمكن للقطار نقلها في الرحلة الواحدة تعادل الكمية التي تنقلها 300 شاحنة، وبالتالي، فإن الانبعاثات الكربونية التي تنتج عن النقل عبر القطار أقل بنسبة 70 – 80% من الانبعاثات الكربونية الناتجة عن الشاحنات للكمية ذاتها.

### المرحلة الثانية
ستقوم المرحلة الثانية بربط شبكة السكك الحديدية بمنطقة مصفح ومينائي خليفة وجبل علي، وكذلك ستربط حدود الدولة مع سلطنة عُمان والمملكة العربية السعودية. وستمتد المرحلة الثانية على طول 628 كيلومتراً. وقد تم الانتهاء من الأعمال الهندسية المبدئية لهذه المرحلة، فيما تعد الآن عملية المناقصات قيد التنفيذ، حيث سيتم قريبا منح العقود والتي ستشمل التصميم النهائي والإنشاء.

### المرحلة الثالثة
ستضيف المرحلة النهائية مسافة 279 كم لخط السكة الحديدية، لتمتد من دبي إلى المناطق الشمالية من الدولة، لتشمل بذلك كل من الفجيرة ورأس الخيمة والشارقة. ومن شأن المرحلة الثالثة تيسير تنقل الركاب والبضائع من المناطق الشمالية إلى بقية المناطق في دولة الإمارات العربية المتحدة.

## تدشين قطار البضائع
قام الشيخ محمد بن راشد آل مكتوم، نائب رئيس الدولة رئيس مجلس الوزراء حاكم دبي بتدشين شبكة السكك الحديدية الوطنية الإماراتية، في فبراير 2024 وأعلن عن إطلاق العمليات التشغيلية لقطار البضائع في منطقة الفاية بإمارة أبوظبي على يد 28 ألف مختص خلال 133 مليون ساعة عمل بعد الحصول على 40 ألف موافقة من 180 جهة حكومية.

وحسب عزة السويدي، مدير إدارة الهندسة  في شركة الاتحاد للقطارات فإن:
«البرنامج الوطني للسكك الحديدية يرسّخ تفوق الإمارات العالمي في المجال اللوجستي، حيث يربط قطار الاتحاد للبضائع 4 موانئ رئيسية، ويتضمن بناء 7 مراكز لوجستية في الدولة، ويبلغ حجم النقل 60 مليون طن من البضائع في عام 2030 بما يقلل تكاليف النقل إلى 30%، ويوفر 8 مليارات درهم من تكلفة صيانة الطرق، فيما سينقل قطار الركاب 36.5 مليون راكب سنوياً بحلول عام 2030.»

## الشراكات
قامت الاتحاد للقطارات بتوقيع العديد من مذكرات التفاهم مع شركات متنوعة الصناعات والمجالات التي تتطلع إلى استخدام شبكة السكك الحديدية لتلبية احتياجاتها المتنوعة. من بين هذه الشركات:
- شركة الظاهرة الزراعية
- شركة أركان لمواد البناء
- شركة أرامكس
- شركة بيرتشي
- مركز إدارة النفايات - أبوظبي
- شركة «دي اتش ال»
- موانئ دبي العالمية
- شركة دو[8]
- مدينة دبي الصناعية[9]
- شركة حديد الإمارات
- شركة مؤسسة الإمارات للاتصالات
- شركة جلوبال شيبنج آند لوجيستكس «جي إس إل»
- هيلمان وورلد وايد لوجيستيكس[10]
- شركة هوير العالمية
- شركة جاي بي سي للشحن السريع
- شركة ناشونال للشحن الجوي
- شركة «آر اس إيه» للخدمات اللوجستية
- شركة شرف للخدمات اللوجستية[11]
- شركة الشارقة للإسمنت والتنمية الصناعية
- شركة' سناتا' للشحن
- مؤسسة الإمارات للمواصلات
- شركة أبوظبي للموانئ
- المؤسسة العليا للمناطق الاقتصادية المتخصصة (ZONESCORP)
- مجموعة الجابر
- الفطيم تارماك
- مجموعة بينونة الغربية

في مارس 2014، قامت شركة الاتحاد للقطارات بتوقيع شراكة مع شركة قطارات دي بي شينكر ، وهي شركة فرعية من مجموعة دويتشه بان (دي بي) الألمانية، وذلك لتشغيل وصيانة القطار. وستقدم الشراكة، المتمثلة في شركة الاتحاد للقطارات دي بي، خبرة تشغيل وصيانة القطار مبدئيا للمرحلة الأولى من المشروع الأمر الذي سيمهد الطريق لكي تعمل الشركة بصفة استشارية في عمليات المراحل المستقبلية من شبكة السكك الحديدية للاتحاد للقطارات.

## مزايا الاتحاد للقطارات لدولة الإمارات العربية المتحدة
يتم تطوير شبكة السكك الحديدية للاتحاد للقطارات تماشيا مع رؤية أبوظبي الاقتصادية 2030 ورؤية الإمارات 2020.
ويربط المشروع المجتمعات السكنية الحضرية وأهم المناطق التجارية والصناعية، ليعمل كمحرك للنمو الاقتصادي وتسهيل الحركة التجارية وفتح قنوات التواصل وتعزيز التنمية الاجتماعية المستدامة في جميع أنحاء دولة الإمارات. وسيشكل المشروع في الوقت ذاته جزءاً حيوياً من مشروع القطار الخليجي الذي يربط الدولة مع المملكة العربية السعودية من خلال منفذ الغويفات غرباً، ومع سلطنة عمان من خلال مدينة العين شرقاً.
وعند اكتمال المشروع، ستقوم شبكة السكك الحديدية للاتحاد للقطارات بتغيير طرق نقل الركاب والبضائع بشكل جذري، تمهيدا لعصر جديد من النقل في دولة الإمارات العربية المتحدة وللمزيد من الرخاء والنمو.

### التأثير البيئي
باستطاعة قطار واحد نقل حمولة 300 شاحنة على الطريق، مما يخفض نسبة الانبعاثات الكربونية للقطارات بنحو يتراوح ما بين 70%-80%.
وتجري الشركة كذلك تقييم الأثر البيئي (EIA) لتقليل التأثير البيئي للسكك الحديدية خلال تطويرها. وستقوم الاتحاد للقطارات بإجراء تقييمات تأثير بيئي منفصلة بالتماشي مع الهيئات التنظيمية لكل إمارة، بما في ذلك تقييم المرافق البنائية والتشغيلية التي تقع على مسار شبكة السكك الحديدية.

## شبكة السكك الحديدية لدول مجلس التعاون الخليجي
من المقرر أن تمتد شبكة السكك الحديدية لدول مجلس التعاون الخليجي على مسافة 2,117 كيلومتر لتربط الدول الست في مجلس التعاون الخليجي، بدءاً من الكويت ووصولاً إلى عُمان. كما ستتضمن جسراً يربط بين البحرين والمملكة العربية السعودية. ومن المتوقع أن يكلف هذا المشروع حوالي 14.4 مليار دولار أمريكي.
سيكتمل قطار مجلس التعاون الخليجي بحلول عام 2018، حيث تمت الموافقة عليه خلال القمة الـ 30 لمجلس التعاون الخليجي والتي أقيمت في الكويت يومي 14 و 15 ديسمبر 2009.

## العربات والقاطرات
تضم المرحلة الأولى من شبكة السكك الحديدية سبعة قاطرات و 240 عربة مغطاة. حيث قامت الشركة الصينية الجنوبية للقطارات والمقطورات المحدودة بتوريدها، وهي مثالية لنقل حبيبات الكبريت بطريقة آمنة وفعالة.
ويتألف كل قطار يسير بين شاه وحبشان والرويس من ثلاثة قاطرات و 110 عربة تحتوي على الكبريت. وتملك عربات المرحلة الأولى القدرة الاستيعابية على نقل 22,000 طن يومياً من حبيبات الكبريت من مصادره في شاه وحبشان إلى مكان تصديره في الرويس.

## روابط خارجية
- موقع الاتحاد للقطارات
- المركز الإعلامي للاتحاد للقطارات